# Море Хвиль

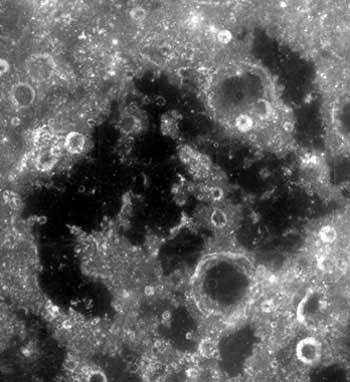
Знімок, зроблений при високому Сонці

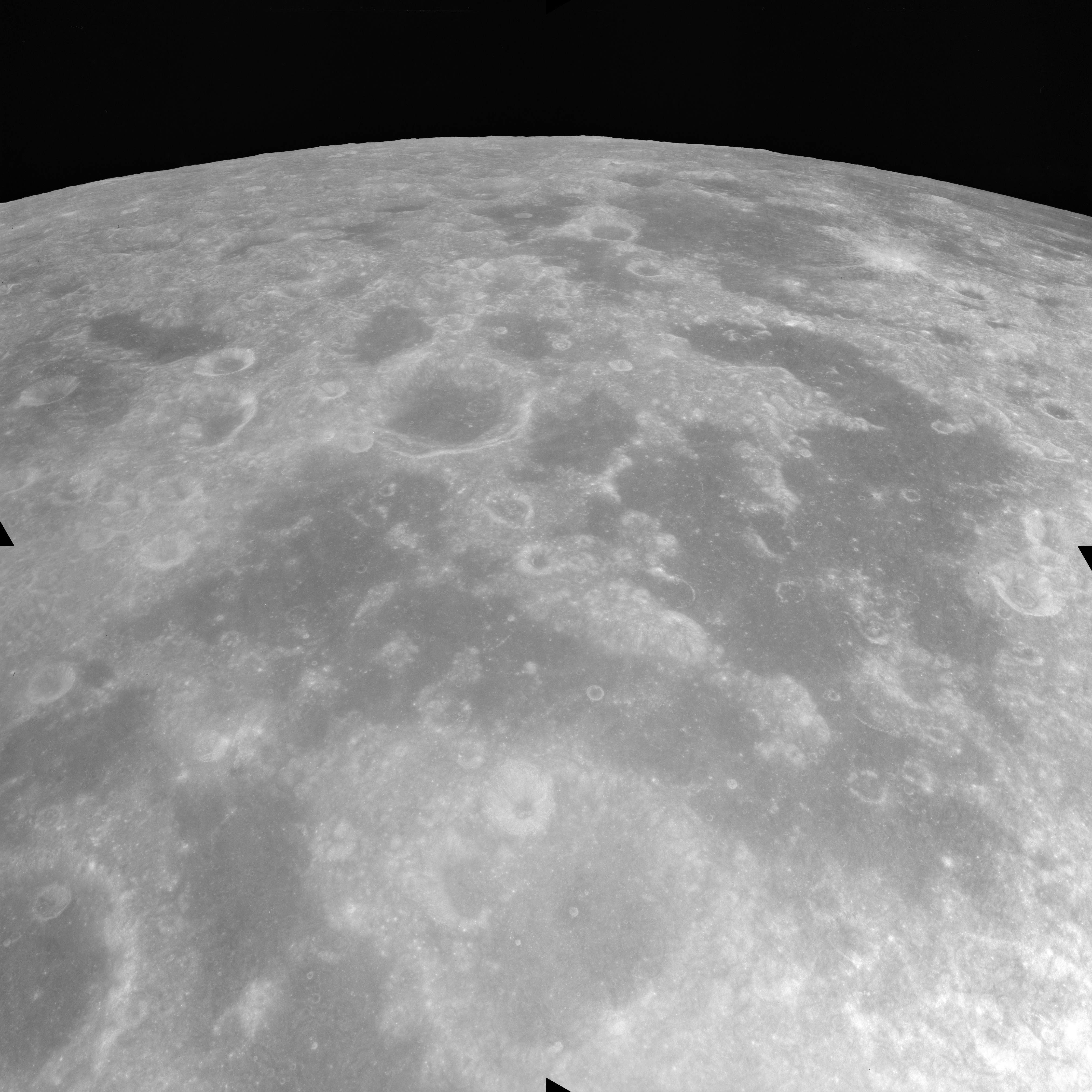
Знімок «Аполлона-17» (1972), погляд із північного сходу

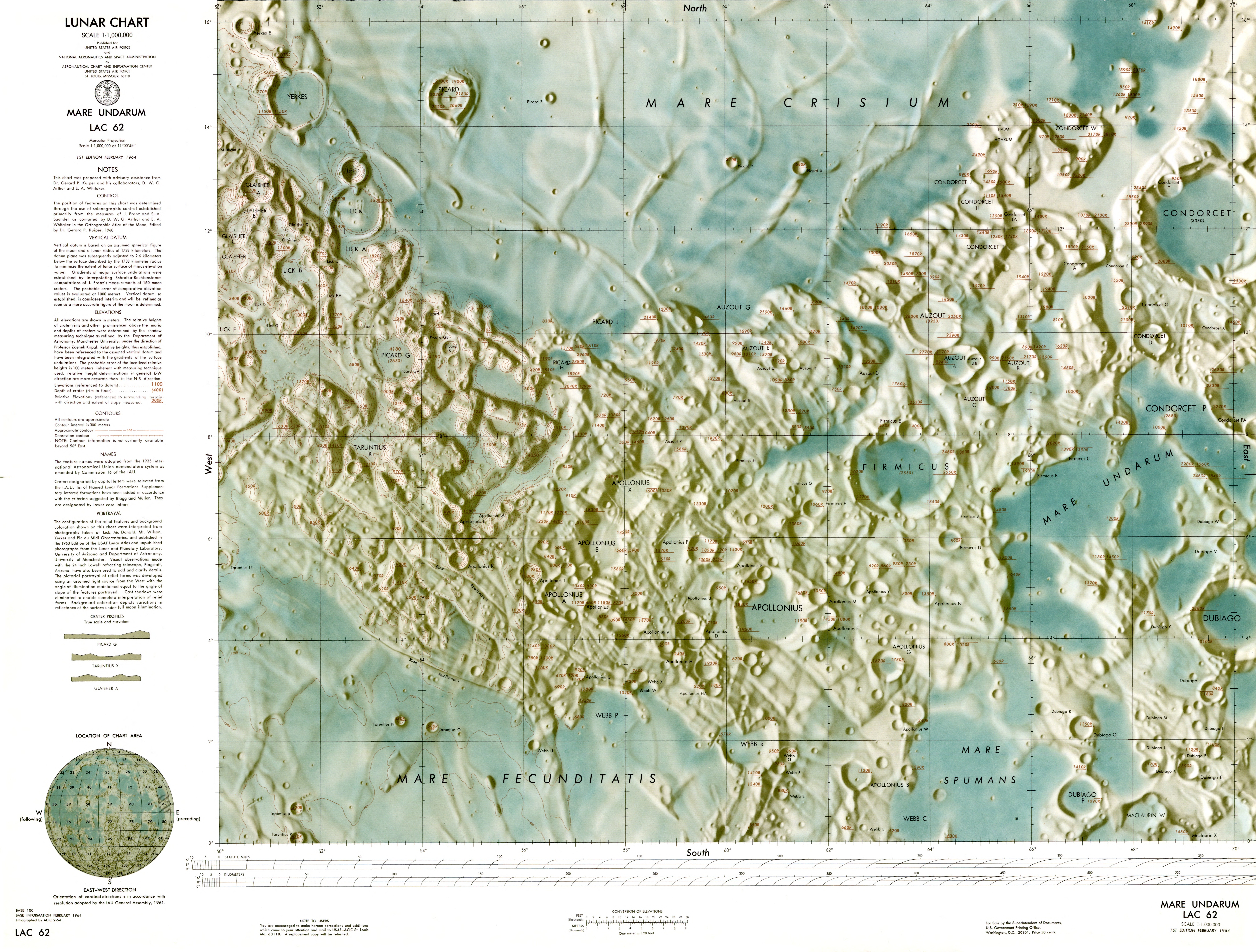
Карта регіону (1964)

Море Хвиль (лат. Mare Undarum) — маленьке море на Місяці, в східній частині видимого боку, біля Моря Криз. Максимальний розмір — близько 250 км, координати центра — 7°30′ пн. ш. 68°42′ сх. д. / 7.5° пн. ш. 68.7° сх. д.. Примітне значною кількістю вулканічних куполів та концентричних кратерів, а також відносно великою висотою поверхні.
Сучасну назву цього моря запропонував німецький астроном Юліус Генріх Франц. 1935 року її затвердив Міжнародний астрономічний союз. Воно, як і сусіднє Море Піни, фігурує на місячних картах здавна: 1645 року Міхаель ван Лангрен назвав ці моря Царською рікою (лат. Regius Fluvius), а 1647 року Ян Гевелій — Гіркими болотами (лат. Amarae Paludes).

## Загальний опис
Море Хвиль лежить біля південно-східного краю Моря Криз і на північний схід від Моря Піни, від якого відділене 10-кілометровим перешийком. Його береги сильно порізані; в ньому багато мисів та островів. На півдні та сході невисокі узвишшя відокремлюють від нього окремі ділянки. Ймовірно, значною мірою воно складене затопленими лавою кратерами, злитими один з одним. Зокрема, кінець південно-західного виступу моря — це зруйнований і заповнений лавою 45-кілометровий кратер Фірмік M.
Інших найменованих кратерів у цьому морі станом на 2015 рік нема. Лише на його берегах знаходиться кратер Дубяго та кілька сателітів його, Фірміка, Кондорсе та Боеція.
Море Хвиль лежить вище за всі сусідні морські ділянки: на 0,9–2,2 км вище за дно суміжних затоплених кратерів, на 0,8 км вище за Море Піни й на 2,8 км вище за Море Криз (якщо вимірювати за сусідніми частинами). Абсолютна висота його поверхні знаходиться в межах 0,1–1,1 км нижче нульового рівня. Максимуму вона сягає на південному сході моря, а з віддаленням звідти поступово спадає. Товщина лавового покриву Моря Хвиль, за даними вимірюваннями напівзатоплених кратерів, складає кількасот метрів.

## Деталі поверхні
Найбільші з добре збережених кратерів району Моря Хвиль — 48-кілометровий Дубяго на півдні, такий самий Кондорсе P на півночі та 40-кілометровий Кондорсе F на північному сході. Недалеко від північного краю моря лежить 75-кілометровий кратер Кондорсе, а від північно-західного — 57-кілометровий Фірмік. Дно всіх цих кратерів залите лавою, причому її рівень нижчий, ніж у самому морі.
Східна частина Моря Хвиль примітна п'ятьма вулканічними куполами. Це височини з округлими контурами, діаметр яких становить близько 10 км, а висота — 100–300 м.
В морі та його околицях є кілька рідкісних об'єктів загадкового походження — маленьких (5–15 км) кратерів із двома валами, або концентричних кратерів. Один із них лежить у відокремленій південній частині моря (3°40′ пн. ш. 68°37′ сх. д. / 3.67° пн. ш. 68.61° сх. д.), інший — подібний, але частково залитий лавою — в південно-західній затоці (4°00′ пн. ш. 66°44′ сх. д. / 4.00° пн. ш. 66.74° сх. д.). Кілька таких об'єктів розташовані поблизу моря за його межами: це Аполлоній N на заході та два безіменні кратери на південному сході. Менш виразні ознаки таких кратерів має Фірмік C на північно-західному березі моря.

## Геологічна історія
Море Хвиль лежить на краю басейну Моря Криз, у районі його зовнішніх кілець, і, по всій видимості, пов'язане з ним походженням. Він з'явився в нектарському періоді, а лава, що вкриває ці моря, виверглася в пізньоімбрійській епосі.